# Svarttjärnen (Naverstads socken, Bohuslän)
Svarttjärnen är en sjö i Tanums kommun i Bohuslän och ingår i Enningdalsälvens huvudavrinningsområde. Sjön är 7 meter djup, har en yta på 0,02 kvadratkilometer och befinner sig 147 meter över havet.